# Brough Ness
Brough Ness är ett näs på sydsidan av ön South Ronaldsay i Orkneyöarna, Skottland. Brough Ness är platsen för sundet Pentland Firths smalaste del.